# ناحیه فاستر، میشیگان
ناحیه فاستر (به انگلیسی: Foster Township) یک منطقهٔ مسکونی در ایالات متحده آمریکا است که در شهرستان اوگماو واقع شده‌است.
 ناحیه فاستر  ۸۴۳ نفر جمعیت دارد و ۳۷۹ متر بالاتر از سطح دریا واقع شده‌است.